# Asarum shuttleworthii
Asarum shuttleworthii là một loài thực vật có hoa trong họ Aristolochiaceae. Loài này được Britten & Baker f. mô tả khoa học đầu tiên năm 1898.